# 아이픽스잇

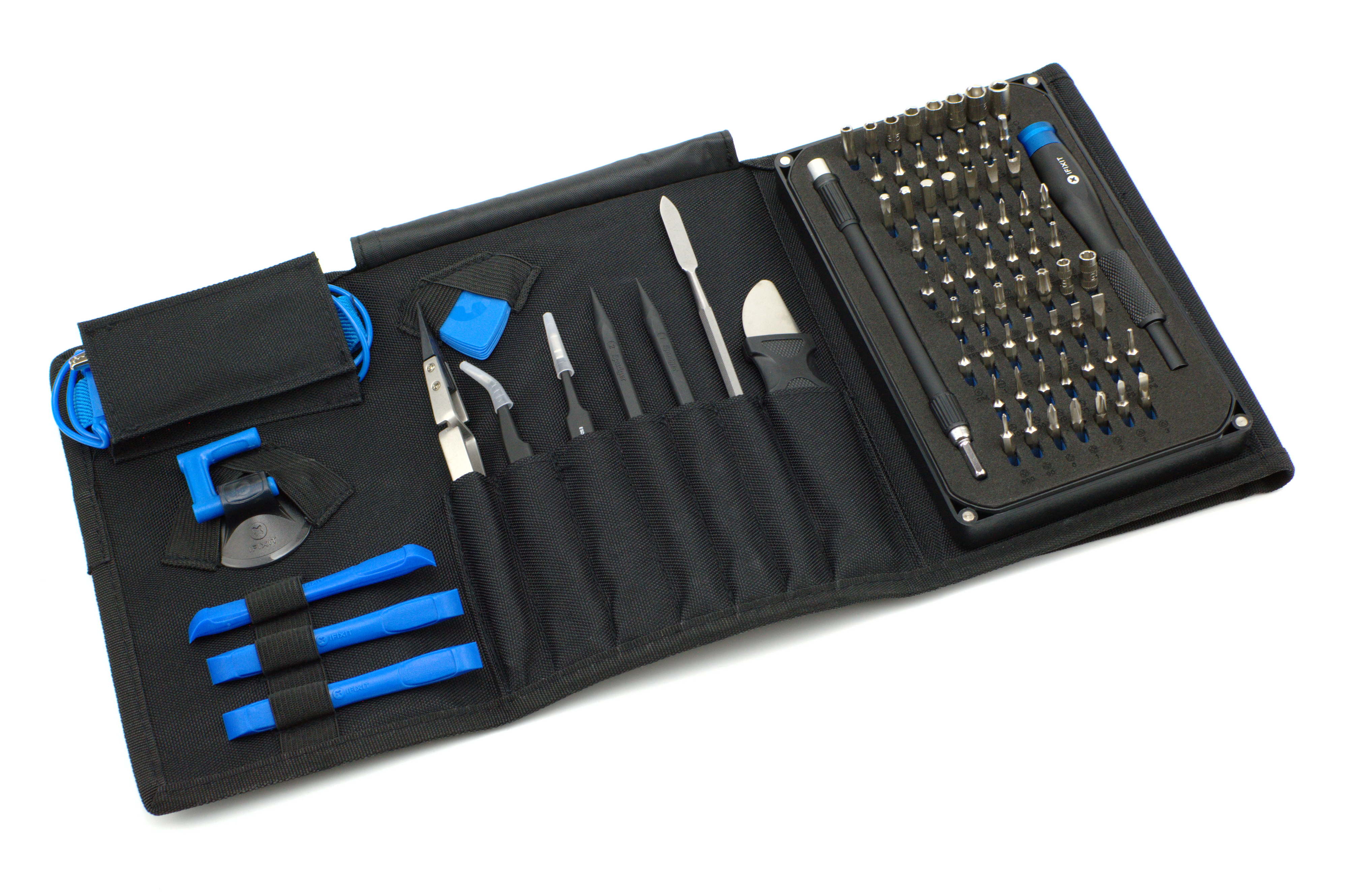
아이픽스프로 테크 툴킷

아이픽스잇(/aɪˈfɪksɪt/)은 수리 부품을 판매하고 전자제품 및 기기에 대한 위키 형식의 무료 온라인 수리 가이드를 게시하는 미국 전자 상거래 및 방법 제공 웹사이트이다. 이 회사는 또한 소비자 장치의 제품 분해도 수행한다. 이 회사는 2003년에 설립된 캘리포니아주 샌루이스오비스포에 있는 민간 회사로, 회사 창립자들이 캘리포니아 폴리테크닉 주립 대학교 샌루이스오비스포에 참석하는 동안 카일 윈스(Kyle Wiens)가 Apple iBook G3 수리 설명서를 찾을 수 없게 되면서 시작되었다.

## 같이 보기
- DIY
- 전자제품 수리 권리
- 리페어 카페